# Len Appleton
Leonard Appleton (16 tháng 11 năm 1892 — 1970) là một cầu thủ bóng đá người Anh. Ông thi đấu cho Blackpool, Exeter City và Southport.